# Luzzana
Luzzana (lombardul: Lössàna) település Olaszországban, Lombardia régióban, Bergamo megyében. Lakosainak száma 886 fő (2023. január 1.). Luzzana Albino, Trescore Balneario, Borgo di Terzo és Entratico községekkel határos.

## Népesség
A település lakossága az elmúlt években az alábbi módon változott:
| Lakosok száma | 912  | 917  | 886  |
|               | 2017 | 2018 | 2023 |